# Ramblin' Rose
Ramblin' Rose е популярна песен от 1962 г., сътворена от братята Ноъл Шърман и Джо Шърман, и получила най-широка слава в изпълнение на Нат Кинг Коул. Коул записва песента с Кепитъл Рекърдс, която бива регистрирана с каталожен номер 4804. Тя става втора в класациите на Билборд и Кешбокс и от нея се продават милион бройки. През 1962 г. песента прекарва пет седмици в номер 1 Билборд „Ийзи Лисънинг“ и в австралийските класации. В класацията за ритъм енд блус е на 7-о място. Тя е сингъл в албума на Коул, носещ същото заглавие, от който също има около един милион продажби.
Песента печели награда Грами в категорията „Запис на годината“. Направени са много нейни кавър версии, включително две кънтри разновидности: една на Джони Лий (№37 в класацията на Билборд от 1977) и втора на Хенк Шоу (№93).
Петула Кларк издава френска версия през 1962 г., която се нарича Les Beaux Jours. Тя намира 10-а позиция във френските класации през 1963 г.
Има и още една песен, Ramblin'Rose, записана от Джери Лий Луис и от Ем Си Файв (MC5) през 60-те. Макар заглавието да е едно и също, това е напълно различна песен, която е написана от Уилкин и Бърч, и която не следва да се смесва с хита на Нат Кинг Коул.
Трета и отделна песен е Rambling Rose, лек поп от 40-те, с музика от Джоузеф Бърк и текст от Джоузеф Алън Макарти – младши. Тя е записвана от много други певци, вкл. Пери Комо.
|  | Тази страница частично или изцяло представлява превод на страницата Ramblin' Rose в Уикипедия на английски. Оригиналният текст, както и този превод, са защитени от Лиценза „Криейтив Комънс – Признание – Споделяне на споделеното“, а за съдържание, създадено преди юни 2009 година – от Лиценза за свободна документация на ГНУ. Прегледайте историята на редакциите на оригиналната страница, както и на преводната страница, за да видите списъка на съавторите. ВАЖНО: Този шаблон се отнася единствено до авторските права върху съдържанието на статията. Добавянето му не отменя изискването да се посочват конкретни източници на твърденията, които да бъдат благонадеждни. |